# Baş Şabalıd
Baş Şabalıd è un comune dell'Azerbaigian situato nel distretto di Şəki. Conta una popolazione di 815 abitanti.